# Aamir Khan
Aamir Khan, (/ [ɑːmir xɑːn] /; Devanagari: आमिर ख़ान, Urdu: عامر حسین خان; Bombay, 14 maart 1965) is een vooraanstaand Indiaas Bollywood-acteur. Hij bereikte de sterrenstatus met de film Qayamat Se Qayamat Tak (1988).

## Filmcarrière
Khan is een telg uit een familie die actief is in de filmindustrie. Zijn vader Tahir Hussain is een filmproducent, zijn oom Nasir Hussain was filmregisseur. Hij heeft gespeeld in enkele films die werden geregisseerd door zijn neef Mansoor Khan. Hij is de broer van Faisal Khan, met wie hij speelde in de film Mela (2000). Hij is de neef van Tariq Khan uit de films Yaadon Ki Baraat en Hum Kisise Kum Nahin.
Khan begon zijn carrière als achtjarige kind-acteur in de film Yaadon Ki Baraat (1973). Daarna verscheen hij in kleine rollen in Madhosh (1974) en Holi (1984).
In 1988 bereikte hij de sterrenstatus met Qayamat Se Qayamat Tak in zijn eerste hoofdrol. In de jaren 90 volgden vele andere films die meer of minder succesvol waren. Na zijn debuut waren zijn meest succesvolle films Dil (1990), Jo Jeeta Wohi Sikander (1992), Rangeela (1995) en Raja Hindustani (1996).
Hij speelde in en schreef het script voor de film Hum Hain Rahi Pyaar Ke (1993). Hij deed ook de playback zang voor zichzelf in Ghulam (1998).
Khan staat bekend om zijn inspanningen om geloofwaardige karakters te creëren, in plaats van slechts zichzelf te spelen in de ene film na de andere. Hij doet veel moeite om een persoon geloofwaardig neer te zetten. Zo wordt gezegd dat hij stevig dronk om een dronken scene te spelen in Raja Hindustani (1996), terwijl hij in het echte leven geheelonthouder is. Khan staat er ook om bekend dat hij aan één film tegelijk werkt - wat ongebruikelijk is in de Bollywood-filmindustrie - om een optimale prestatie te kunnen leveren in elke film.
In 2001 begon hij ook films te produceren. Zijn eerste productie was Lagaan: Once Upon a Time in India, waarin hij zelf ook speelde. Deze film was een van de grootste hits van 2001 en werd genomineerd voor vele prijzen, inclusief de Oscar voor beste internationale film.

## Privéleven
Khan trouwde in 1986 met Reena Dutt, met wie hij twee kinderen kreeg: zoon Junaid en dochter Ira. Na hun scheiding in 2002 hertrouwde Khan in 2005 met filmmaakster Kiran Rao met wie hij zoon Azad kreeg. Het stel kondigde in juli 2021 aan te gaan scheiden.

## Filmografie
| Jaar | Film                            | Rol                                            | Notitie                               |
| ---- | ------------------------------- | ---------------------------------------------- | ------------------------------------- |
| 1973 | Yaadon Ki Baaraat               | jonge Ratan                                    |                                       |
| 1974 | Madhosh                         | jonge Raj                                      |                                       |
| 1984 | Manzil Manzil                   |                                                | assistent regisseur                   |
| 1984 | Holi                            | Madan Sharma                                   |                                       |
| 1988 | Qayamat Se Qayamat Tak          | Raj                                            | ook assistent schrijver               |
| 1989 | Raakh                           | Amir Hussein                                   |                                       |
| 1989 | Love Love Love                  | Amit                                           |                                       |
| 1990 | Awwal Number                    | Sunny                                          |                                       |
| 1990 | Tum Mere Ho                     | Shiva                                          |                                       |
| 1990 | Dil                             | Raja                                           |                                       |
| 1990 | Deewana Mujh Sa Nahin           | Ajay Sharma                                    |                                       |
| 1990 | Jawani Zindabad                 | Shashi Sharma                                  |                                       |
| 1991 | Afsana Pyaar Ka                 | Raj                                            |                                       |
| 1991 | Dil Hai Ke Manta Nahin          | Raghu Jetley                                   |                                       |
| 1992 | Isi Ka Naam Zindagi             | Chotu                                          |                                       |
| 1992 | Daulat Ki Jung                  | Rajesh Chaudhry                                |                                       |
| 1992 | Jo Jeeta Wohi Sikandar          | Sanjaylal Sharma                               |                                       |
| 1993 | Pehla Nasha                     | zichzelf                                       | gastoptreden                          |
| 1993 | Parampara                       | Ranbir Prithvi Singh                           |                                       |
| 1993 | Damini                          | zichzelf                                       | gastoptreden                          |
| 1993 | Hum Hain Rahi Pyar Ke           | Rahul Malhotra                                 | ook schrijver                         |
| 1994 | Andaz Apna Apna                 | Amar Manohar                                   |                                       |
| 1995 | Baazi                           | Amar Damjee                                    |                                       |
| 1995 | Aatank Hi Aatank                | Rohan                                          |                                       |
| 1995 | Rangeela                        | Munna                                          |                                       |
| 1995 | Akele Hum Akele Tum             | Rohit Kumar                                    |                                       |
| 1996 | Raja Hindustani                 | Raja Hindustani                                |                                       |
| 1997 | Ishq                            | Raja Ahlawat                                   |                                       |
| 1998 | Ghulam                          | Siddharth Marathe                              | zanger "Aati Kya Khandala"            |
| 1998 | 1947: Earth                     | Dil Navaz                                      |                                       |
| 1999 | Sarfarosh                       | Ajay Singh Rathod                              |                                       |
| 1999 | Mann                            | Dev Karan Singh                                |                                       |
| 2000 | Mela                            | Kishan Pyare                                   | zanger "Mela Dilon Ka"                |
| 2001 | Lagaan                          | Bhuvan                                         | ook producent                         |
| 2001 | Dil Chahta Hai                  | Akash Malhotra                                 |                                       |
| 2005 | Mangal Pandey: The Rising       | Mangal Pandey                                  | zanger "Holi Re"                      |
| 2006 | Rang De Basanti                 | Daljit Singh/Chandrashekhar Azad               | zanger "Lalkaar"                      |
| 2006 | Fanaa                           | Rehan Quadri                                   |                                       |
| 2007 | Taare Zameen Par                | Ram Shankar Nikumbh                            | ook regisseur, zanger "Bum Bum Bole"  |
| 2008 | Jaane Tu... Ya Jaane Na         |                                                | producent                             |
| 2008 | Ghajini                         | Sanjay Singhania                               | ook mede-schrijver                    |
| 2009 | Luck by Chance                  | zichzelf                                       | gastoptreden                          |
| 2009 | 3 Idiots                        | Ranchhoddas Shamaldas Chanchad/Phunsukh Wangdu |                                       |
| 2010 | Peepli Live                     |                                                | producent                             |
| 2011 | Dhobi Ghat                      | Arun                                           |                                       |
| 2011 | Delhi Belly                     | disco vechter                                  | nummer "I Hate You (Like I Love You)" |
| 2012 | Talaash: The Answer Lies Within | Surjan Singh Shekhawat                         |                                       |
| 2013 | Dhoom 3                         | Sahir Khan/Samar Khan                          |                                       |
| 2014 | PK                              | PK                                             |                                       |
| 2015 | Dil Dhadakne Do                 | Pluto Mehra                                    | stem                                  |
| 2016 | Dangal                          | Mahavir Singh Phogat                           | zanger "Dhaadak"                      |
| 2017 | Secret Superstar                | Shakti Kumar                                   |                                       |
| 2018 | Thugs of Hindostan              | Firangi Mallah                                 |                                       |
| 2021 | Koi Jaane Na                    | zichzelf                                       | nummer "Har Funn Maula"               |
| 2022 | Laal Singh Chaddha              | Laal Singh Chaddha                             |                                       |
| 2022 | Salaam Venky                    | naamloze rol                                   | gastoptreden                          |
| 2023 | Laapataa Ladies                 |                                                | producent                             |
| 2025 | Sitaare Zameen Par              | Gulshan Arora                                  |                                       |
| 2025 | Çoolie                          | Dahaa                                          | Tamil film, gastoptreden              |